# Texas and Northern Railway
Le Texas and Northern Railway (sigle de l'AAR:TN) est une shortline créée en 1948 par l'aciérie Lone Star Steel Company pour se connecter à la ligne du Louisiana and Arkansas Railway (devenu propriété du Kansas City Southern Railway). Le point de jonction se situe entre Daingerfield et Hughes Springs. 
Cette ligne de chemin de fer de seulement 13 km avait plus d'un million de dollars de revenu annuel, ce qui lui permit de figurer dans le groupe des chemins de fer américains de classe I jusqu'en 1956, date à partir de laquelle il fallait avoir plus de 3 millions de revenu annuel.
La Lone Star Steel Company fut vendue à U.S. Steel, le 27 mars 2007, mais le T&N, actuellement répertorié comme chemin de fer de classe III, exploite toujours la ligne.